# Vertriebsgesellschaft
Eine Vertriebsgesellschaft ist die rechtlich selbständige Tochtergesellschaft eines Unternehmens, die sich ausschließlich mit dem Vertrieb von Produkten der Muttergesellschaft befasst. Meist sind Vertriebsgesellschaften regional nahe den bedienten Märkten disloziert, während Produktionsgesellschaften eher an traditionellen Standorten nahe an den erforderlichen Ressourcen tätig sind.

## Allgemeines
Betriebliche Funktionen wie Beschaffung, Produktion, Finanzierung, Verwaltung und Vertrieb sind im Regelfall in einem einzigen Unternehmen integriert. Im Hinblick auf den Vertrieb kann es organisatorische (Marktnähe) oder steuerliche Gründe geben, den Vertrieb vom Unternehmen durch Betriebsaufspaltung zu separieren. Eine Vertriebsgesellschaft hat die Aufgabe, neben dem eigentlichen Vertriebs- und Servicegeschäft auch Marketing zu betreiben. Die gängigste Aufspaltung ist die in eine Besitz- und Betriebsgesellschaft.

## Steuerliche Gründe
Die Aufteilung eines integrierten Unternehmens in eine Produktionsgesellschaft für die Herstellung und einer Vertriebsgesellschaft für den Absatz ist eine klassische Verfahrensweise, um eine den jeweiligen produktiven Ressourcen und fiskalischen Bedingungen an getrennten Standorten angepasste Arbeitsteilung zu erreichen. Befinden sich beide Unternehmensteile im Inland, kann vom Recht der Organschaft Gebrauch gemacht werden. Der Bundesfinanzhof (BFH) hat bereits im August 1958 die Aufspaltung in eine Produktions- und Vertriebsgesellschaft zwecks körperschaftsteuerlicher Organschaft bejaht.
Bei internationalen Transaktionen haben möglicherweise unterschiedliche Steuersätze (Hochsteuerland, Niedrigsteuerland, Steueroase) erhebliche Auswirkungen auf das Steueraufkommen und den Konzerngewinn. Somit wirken sich spezialisierte Standorte auf die Steuereinnahmen der beteiligten Staaten und bei Steuersatzdifferenzialen zwischen beiden Staaten auch auf den Konzerngewinn aus.
Nutzung von Steuersatzdifferenzialen
Bei Steuersatzdifferenzialen ergibt sich für die beteiligten Unternehmen der Anreiz, die Konzernsteuerquote durch eine geschickte Wahl des Verrechnungspreises zwischen den Konzerngesellschaften zu minimieren.
Nach dem Fremdvergleichsgrundsatz müssen interne Verrechnungspreise bei grenzüberschreitenden Transaktionen berücksichtigen, dass bei ihnen regelmäßig mindestens drei Beteiligte zugleich in Erscheinung treten: das multinationale Unternehmen sowie die Finanzverwaltungen der involvierten Staaten. Dies bedeutet, dass der gewählte Verrechnungspreis von den Finanzverwaltungen in den jeweils beteiligten Ländern akzeptiert werden muss, um eine drohende Doppelbesteuerung für das beteiligte Unternehmen zu vermeiden. Als internationales Regime für einen solch zwischenstaatlich akzeptablen Verrechnungspreis hat sich der Fremdvergleichsgrundsatz etabliert. Dieses besagt, dass Konzerne ihre Verrechnungspreise so gestalten müssen, als ob die zu Grunde liegende Transaktion nicht zwischen Gesellschaften des gleichen Konzerns, sondern zwischen unabhängigen Marktteilnehmern stattfinden würde.

## Machtfragen
Die Aufteilung eines integrierten Unternehmens unter anderem in mehrere Vertriebsgesellschaften kann auch der Aufteilung der Macht in den Entscheidungsgremien des Unternehmens dienen. Während eine zentrale Vertriebsgesellschaft erhebliche Gestaltungsmacht für den Einsatz von dort unmittelbar erwirtschafteten Umsatzerlösen haben kann, besteht für eine regional gegliederte Struktur mit mehreren beispielsweise nationalen Vertriebsgesellschaften ohne eigene Dachgesellschaft der Vorteil für die Führung durch die Produktionsgesellschaft, die Kontrolle über die strategischen Ziele und die Positionierung des Gesamtunternehmens nach den klassischen Kriterien der Unternehmensführung vorrangig an Produktionszielen zu orientieren und Absatzziele autonom vorzugeben. Dieses Vorgehen führt bei wachsender Größe des Unternehmens und Anstieg der Vielfalt der Produkte mittelbar zu einer Holdingstruktur, die eine Vielzahl von regional gegliederten Vertriebsgesellschaften und von nach Produkten gegliederten Produktionsgesellschaften kontrolliert.